# Predimed
Predimed (Prevención con Dieta Mediterránea) es un ensayo clínico nutricional, multicéntrico y aleatorizado sobre los beneficios de la dieta mediterránea en la salud cardiovascular y es el mayor realizado de su tipo en España. El estudio fue coordinado por Ramon Estruch Riba (2003–2005, Hospital Clínico de Barcelona) y Miguel Ángel Martínez-González (2006–2013, Universidad de Navarra), y en él participaron 7.447 voluntarios entre los 55 y los 80 años de edad, de los cuales un 58% fueron mujeres, todos ellos con alto riesgo de enfermedades cardiovasculares. Tuvieron un seguimiento aproximado de 5 años, y se observó que el riesgo de desarrollar un eventro cardiovascular era un 30% menor en dietas mediterráneas con aceite de oliva y un 28% menor en dietas mediterráneas suplementadas con frutos secos. También se observó menor incidencia de diabetes tipo 2, hipertensión, fibrilación auricular, deterioro cognitivo, síndrome metabólico, enfermedad arterial periférica y cáncer de mama.

## Estudio
A los participantes fueron asignados aleatoriamente a una de tres dietas, con educación intensiva:
1. Dieta mediterránea suplementada con aceite de oliva virgen extra.
2. Dieta mediterránea suplementada con frutos secos.
3. Dieta baja en grasas (grupo de control).

El ensayo estaba planeado para durar seis años, pero se terminó antes, con un seguimiento mediano de 4.8 años. Los resultados demostraron que ambos grupos de dieta mediterránea lograron una reducción estadísticamente significativa en la tasa compuesta de infarto de miocardio, accidente cerebrovascular o muerte cardiovascular. Esto correspondió a una reducción absoluta de 3 eventos cardiovasculares menos por cada 1000 personas-año, o una reducción relativa del riesgo del 30%. También se observaron otros beneficios importantes, como una fuerte reducción en la enfermedad arterial periférica, el cáncer de mama y la fibrilación auricular (asociada únicamente al consumo de aceite de oliva virgen extra).
El estudio se llevó a cabo en los siguientes centros:
- Málaga
- Sevilla
- Baleares
- Barcelona (dos centros)
- Reus
- Navarra
- Vitoria
- Valencia
- Otros dos centros tardíos: Bellvitge y Canarias.

## Críticas
Algunas críticas al estudio incluyen cambios en el protocolo del grupo de control bajo en grasa durante el ensayo, pérdidas de seguimiento en dicho grupo que podrían haber sesgado los resultados, y la dificultad para alcanzar una verdadera dieta baja en grasa. Además, los participantes vivían en un país mediterráneo, lo que plantea dudas sobre si los resultados son aplicables a otras regiones no mediterráneas. A pesar de estas críticas, no existe otro patrón dietético con una evidencia tan fuerte de beneficio cardiovascular.